# Owatonna
Owatonna er en amerikansk by og administrativt centrum for det amerikanske county Steele County i staten Minnesota. I 2000 havde byen et indbyggertal på 22.434.

## Ekstern henvisning
- Owatonnas hjemmeside (engelsk)

44°05′03″N 93°13′34″V / 44.084288888889°N 93.226°V